# Площадь Вёрёшмарти

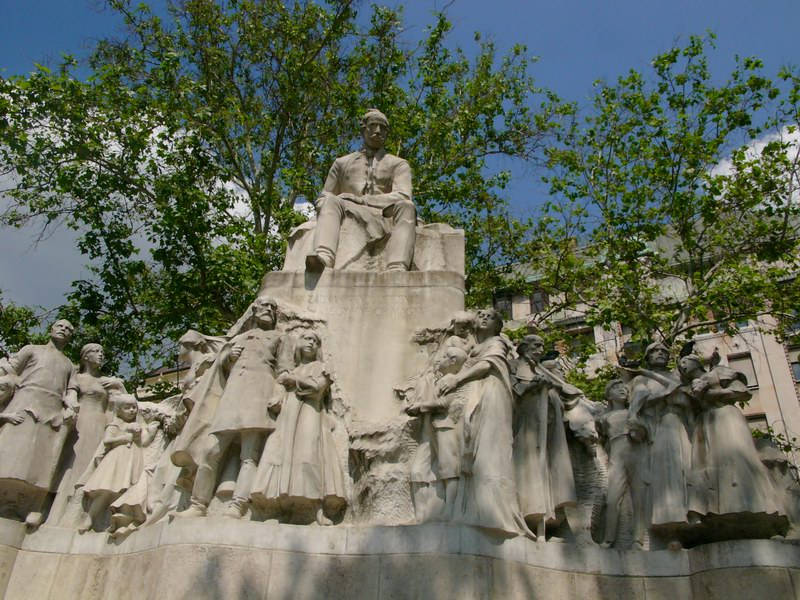
Памятник Михаю Вёрёшмарти

Площадь Вёрёшмарти (венг. Vörösmarty tér) — знаменитая пешеходная площадь в центре Будапешта. Находится в Пеште, в V районе венгерской столицы. На площади Вёрёшмарти заканчивается улица Ваци. С 1885 года на площади работает кафе «Жербо». Название «Площадь Вёрёшмарти» носит также конечная станция первой линии Будапештского метрополитена, расположенная под площадью. Сама площадь сменила несколько названий: изначально с 1812 года на картах города именовалась Театральной, затем с 1874 года носила имя эрцгерцогини Гизелы Австрийской и с 1926 года была названа в честь венгерского поэта Михая Вёрёшмарти.
Площадь окружена зданиями бывших торговых контор, где ныне располагаются магазины и кафе. В центре площади в окружении деревьев установлен памятник из каррарского мрамора сидящему в окружении народа Михаю Вёрёшмарти работы Эдуарда Тельча и Эдуарда Каллоша. На цоколе выбита строка из знаменитого патриотического стихотворения поэта «Призыв» (венг. Szózat) о любви и верности венгерской Родине.
Под Рождество на площади Вёрёшмарти открывается рождественский базар, где можно приобрести сувениры, выпить кружку горячего глинтвейна и угоститься блюдами венгерской кухни.